# Isla de Arosa
La isla de Arosa (en gallego, A Illa de Arousa) es una isla española situada en el interior de la ría de Arosa, y que forma parte del municipio de Isla de Arosa, en la provincia de Pontevedra (Galicia).

## Etimología
Según E. Bascuas, Arousa es una forma de origen paleoeuropeo, derivado de la raíz indoeuropea *er- 'moverse'. Este topónimo figura registrado en el año 899 como "insulam Arauza".

## Geografía
Tiene una superficie aproximada de siete kilómetros cuadrados y los habitantes están concentrados en un istmo estrecho y sus inmediaciones. El istmo une una pequeña península donde se encuentra el punto más alto del municipio (69 m) con el resto de la isla. Enlaza con la península ibérica por medio de un puente de dos kilómetros de longitud, que fue inaugurado en 1985. Tiene unos treinta y seis kilómetros de costa, de los cuales once son de playa, con playa de conchas y alguna de arena fina y blanca. Forman parte del municipio otra serie de islotes, como el islote de Areoso.

## Turismo
Gracias en parte a los treinta y seis kilómetros de costa y sus playas, la Unión Europea declaró a la isla reserva natural. Debido a su paisaje y sus playas, la isla es uno de los principales destinos turísticos de Galicia, junto con Sangenjo y otros municipios de la comarca de El Salnés.